# Anna de Candale
Anna de Candale (1484 – Buda, 26 de juliol del 1506), reina consort d'Hongria i reina consort de Bohèmia (1502-1506). Fou la filla del comte Gastó II de Candale, i de la infanta Caterina de Foix, qui fou la filla de Gastó IV de Foix i de reina Elionor I de Navarra. Anna fou la cosina de reina Anna de Bretanya, duquessa de Bretanya i reina consort de França i de Caterina I de Navarra, reina de Navarra i de Germana de Foix, reina consort d'Aragó.
Fou coronada reina d'Hongria el 29 de setembre de 1502 a Székesfehérvár, Hongria, dia del seu casament amb el rei Vladislau II rei d'Hongria i de Bohèmia. D'aquest matrimoni nasqueren: Anna d'Hongria: (1503 - 1547), casada amb l'Arxiduc d'Àustria Ferran I d'Habsburg, futur rei d'Hongria i Bohèmia i Emperador germànic;
i Lluís II: (1506 - 1526), casat amb Maria d'Habsburg, qui seria rei de Bohèmia i Hongria.